# 小行星7449
小行星7449（7449 Döllen）是一颗绕太阳运转的小行星，为主小行星带小行星。该小行星于1949年8月发现。

## 轨道参数
小行星7449的轨道半长轴为332 488 453 km（2.2225164 UA），离心率为0.197。